# Tim Keefe
Timothy John Keefe (Cambridge, 1º gennaio 1857 – Cambridge, 23 aprile 1933) è stato un giocatore di baseball statunitense che ha giocato nel ruolo di lanciatore nella Major League Baseball (MLB). È stato introdotto nella National Baseball Hall of Fame nel 1964.

## Carriera
Keefe debuttò nelle major league nel 1880 con i Troy Trojans. Ebbe un successo immediato, facendo registrare 0.86 di media PGL in 105 inning lanciati, un record ancora imbattuto. Malgrado la bassa media PGL ebbe solo un record di 6-6 in 12 partite, tutte complete.
Nel 1883, dopo il fallimento dei Trojans, Keefe divenne una stella con i New York Metropolitans della American Association sotto la direzione del manager "Gentleman" Jim Mutrie ed ebbe una delle stagioni più dominanti dei primi decenni del baseball. Il 4 luglio contro Columbus giocò due partite nella stessa giornata, facendo registrare prima un no-hitter e poi concedendo due sole valide. Terminò con un record di 41–27 , con 2.41 di media PGL e 361 strikeout. La stagione 1884 fu quasi altrettanto dominati, vincendo 37 gare, perdendone 17 con 334 strikeout.
Nel 1885, John B. Day,che possedeva i Metropolitans e i New York Giants della National League, spostò Keefe e Mutrie ai Giants. Lì, Keefe si unì ai futuri Hall of Famer Buck Ewing, Monte Ward, Roger Connor, Mickey Welch e Jim O'Rourke per formare una forte squadra che ebbe un record di 85–27. Keefe ebbe un bilancio di 32–13 con 1.58 di media PGL e 227 strikeouts. Nel 1887, Keefe non giocò per diverse settimane dopo avere colpito un battitore alla testa, affermando di avere avuto un esaurimento nervoso.
La migliore stagione giunse probabilmente nel 1888, quando guidò la lega con un record di 35–12, 1.74 di media PGL e 335 strikeout, conquistando la Tripla corona. Quell'anno vinse 19 gare consecutive, un primato che resistette per 24 anni.
Dopo avere giocato per una stagione, nel 1890, nella Players' League, Keefe fece ritorno ai Giants, venendo svincolato dopo una sola stagione a causa del suo alto salario e di prestazioni non all'altezza 
Si trasferì così ai Philadelphia Phillies dove giocò le ultime due stagioni della carriera. Si ritirò con 342 vittorie (10º di tutti i tempi), 2.62 di media PGL e 2562 strikeout, quest'ultimo un record MLB all'epoca. Fu il primo giocatore con tre stagioni da 300 strikeout e fu il giocatore con più vittorie del decennio 1880. Detiene ancora il record per il maggior numero di stadi in cui ha fatto registrare una vittoria, 47.

## Palmarès
- Tripla corona: 1

1888
- Leader della National League in vittorie: 2

1886, 1888
- Leader della National League in media PGL: 3

1880, 1885, 1888
- Leader della National League in strikeout: 1

1888
- Club delle 300 vittorie
- Record MLB: minore media PGL in una stagione (0.86)